# Peter Berg
Peter Berg (født 11. marts 1964}  er en amerikansk filminstruktør, skuespiller, producent og manuskriptforfatter. Han har blandt andet instrueret filmene Very Bad Things (1998), The Rundown (2003), Friday Night Lights (2004), The Kingdom (2007) Hancock (2008), Battleship (2012) og Lone Survivor (2013).